# Vickers VC-10
De Vickers VC-10 is een narrow-body verkeersvliegtuig van het Britse Vickers-Armstrong. VC staat voor Vickers Commercial.
Het vliegtuig werd door vier motoren aangedreven die aan de achterkant van de romp waren bevestigd. De VC-10 maakte de eerste vlucht op 29 juni 1962 en nog geen twee jaar later vloog het toestel voor BOAC (British Overseas Airways Corporation, later omgedoopt tot British Airways). De Royal Air Force heeft veel civiele vliegtuigen omgebouwd tot tankvliegtuig en stelde deze pas uit dienst in 2013.

## VC-10

### Type 1101 VC10
De Type 1101 VC10 was het laatste vliegtuig door Vickers-Armstrong ontworpen en gemaakt. Het maakte de eerste vlucht op 29 juni 1962. Tegen die tijd stond het toestel bekend als de 'Vickers VC-10' al was Vickers-Armstrong al opgegaan in de British Aircraft Corporation (BAC).
De VC-10 is gemaakt met de wensen van BOAC in gedachte. Het zocht een toestel geschikt voor vliegvelden in Afrika en Azië, die hoog lagen en waar het relatief warm was. De start- en landingsbanen waren in deze regio’s veelal kort en dit alles vereiste krachtige motoren en een groter vleugeloppervlak. Er was ruimte voor 115-135 passagiers. Het toestel werd door de passagiers gewaardeerd. In de cabine was relatief stil, door de plaatsing van de motoren bij de staart, al hadden de bewoners rond om de vliegvelden juist meer geluidoverlast.
In januari 1958 plaatste BOAC een order voor 35 toestellen en nam een optie voor nog eens 20 vliegtuigen. De order werd in de loop der jaren naar beneden aangepast. Uiteindelijk vloog BOAC tussen april 1964 en 1975 met twaalf VC-10 toestellen. Andere luchtvaartmaatschappijen die er mee vlogen waren British United Airways (BUA, opgegaan in British Caledonian), East African Airways, Ghana Airways, Air Malawi en de Royal Air Force (RAF).

### Type 1151 of Super VC10
De Type 1151 of Super VC10 was een verdere ontwikkeling. Het toestel werd met 12 voet verlengd en kreeg tussen de 139 en 163 zitplaatsen. De maximumsnelheid en het bereik bleef ongeveer gelijk aan die van de korte versie. In juni 1960 bestelde BOAC 10 exemplaren voor de Noord-Atlantische route. Op 7 mei 1964 vloog de eerste Super VC-10. In april 1965 kwam het bij de vloot van BOAC en in 1969 vlogen er 17 Super VC-10s voor BOAC. Met de introductie van de Boeing 747 werd de VC-10 een relatief duur vliegtuig voor deze route, zeker na de eerste oliecrisis die de olieprijs sterk deed oplopen. BUA bestelde ook de Super VC-10, net als Ghana Airways en East African Airways. Verder gingen 14 toestellen naar de RAF als transportvliegtuig. 
BOAC nam afscheid van de Super VC-10 in maart 1981 en veel hiervan gingen naar de RAF. Het waren solide vliegtuigen en het leger was minder bezorgd over het hoge brandstofverbruik. De Victor K2 tankvliegtuigen raakten verouderd en de VC-10s werden omgebouwd om deze taak over te nemen, zoals de VC-10 K.1, K.2 en K.3. De VC-10 K.1 is uitgerust met twee slangen aan het uiteinde van de vleugels waar brandstof doorheen gaat. De VC-10-tankers bleven tot 20 september 2013 bij de vloot.

## Gekaapt toestel op Schiphol
Op 4 maart 1974 landde een gekaapte VC-10 van British Airways met 92 passagiers en 10 bemanningsleden op Luchthaven Schiphol. De kapers behoorden tot de Youth National Liberation Front. De dag ervoor was het vliegtuig opgestegen uit Beiroet, met bestemming Londen. De kapers, gewapend met handgranaten en pistolen, dwongen de bemanning op Schiphol te landen. Na de landing staken zij het vliegtuig in brand en hielpen zij de passagiers het toestel te verlaten. De kapers werden daarna gearresteerd door de Rijkspolitie. Na twintig minuten slaagde de Schipholbrandweer erin de brand te blussen. Het vliegtuig was zwaar beschadigd en heeft niet meer gevlogen.

## Fotogalerij

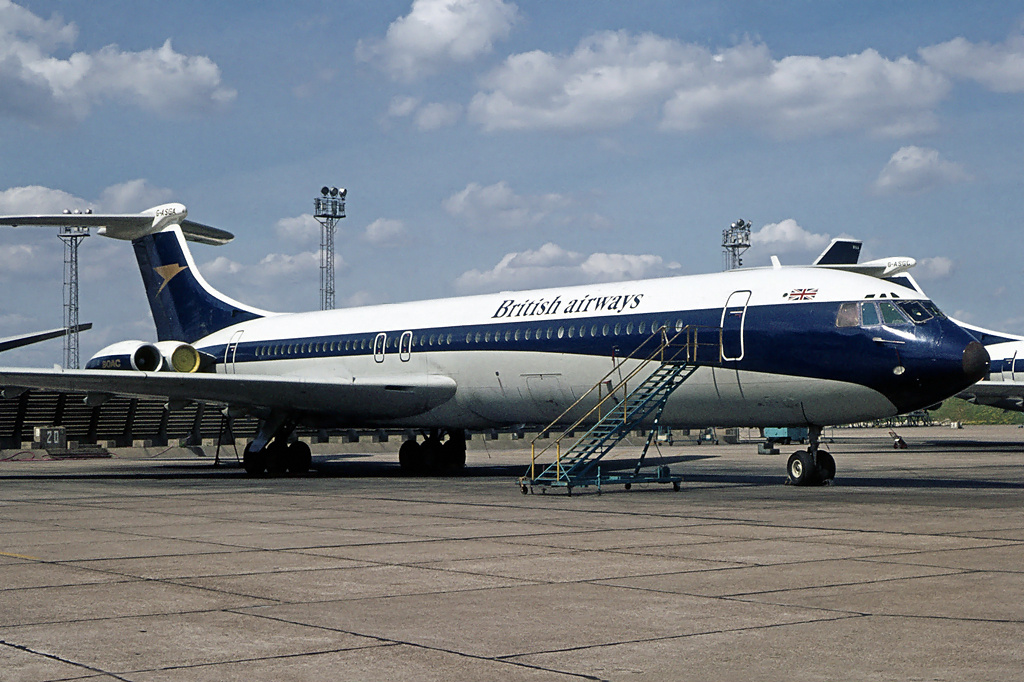
VC-10 van British Airways
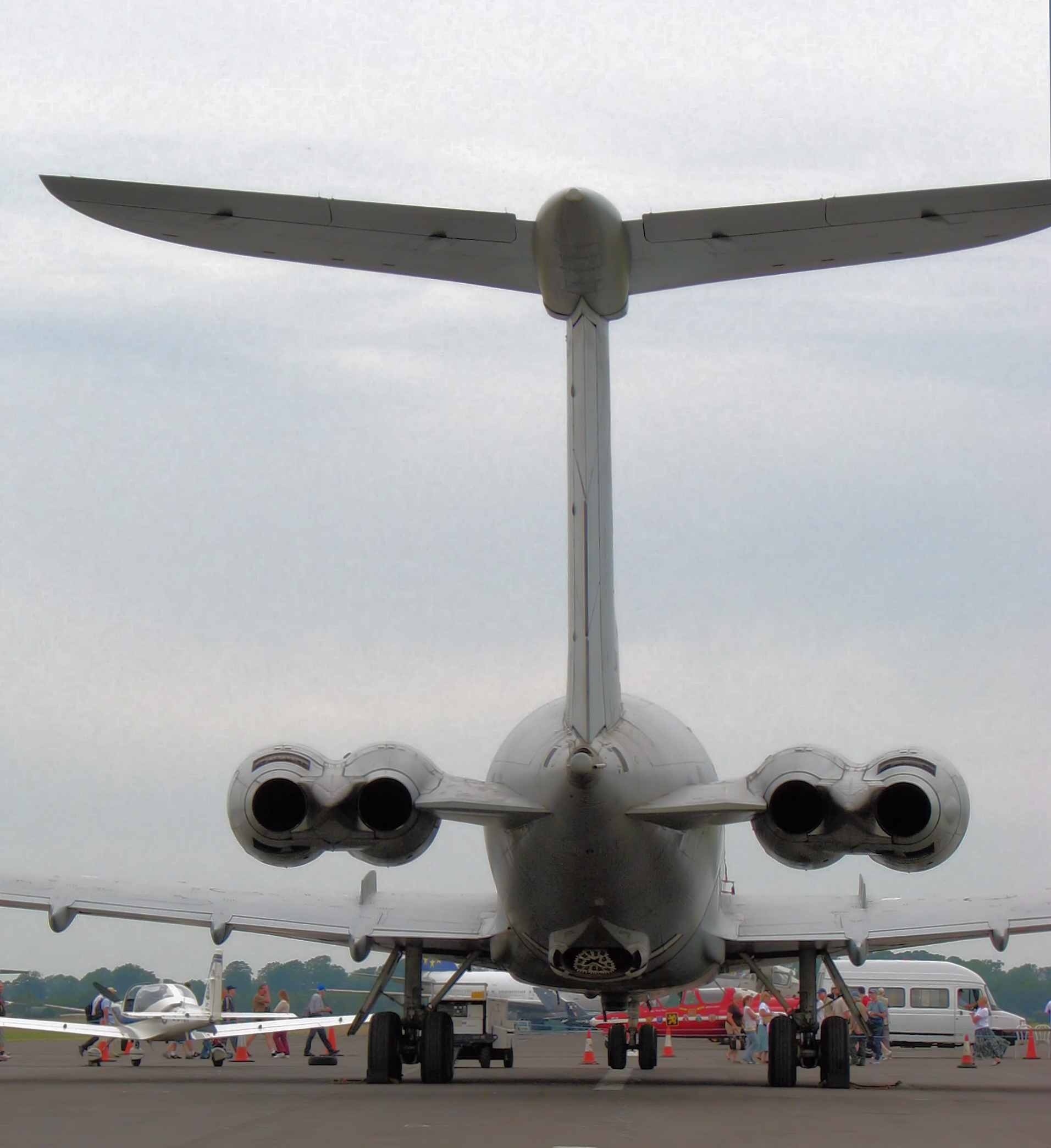
De vier motoren in de staart
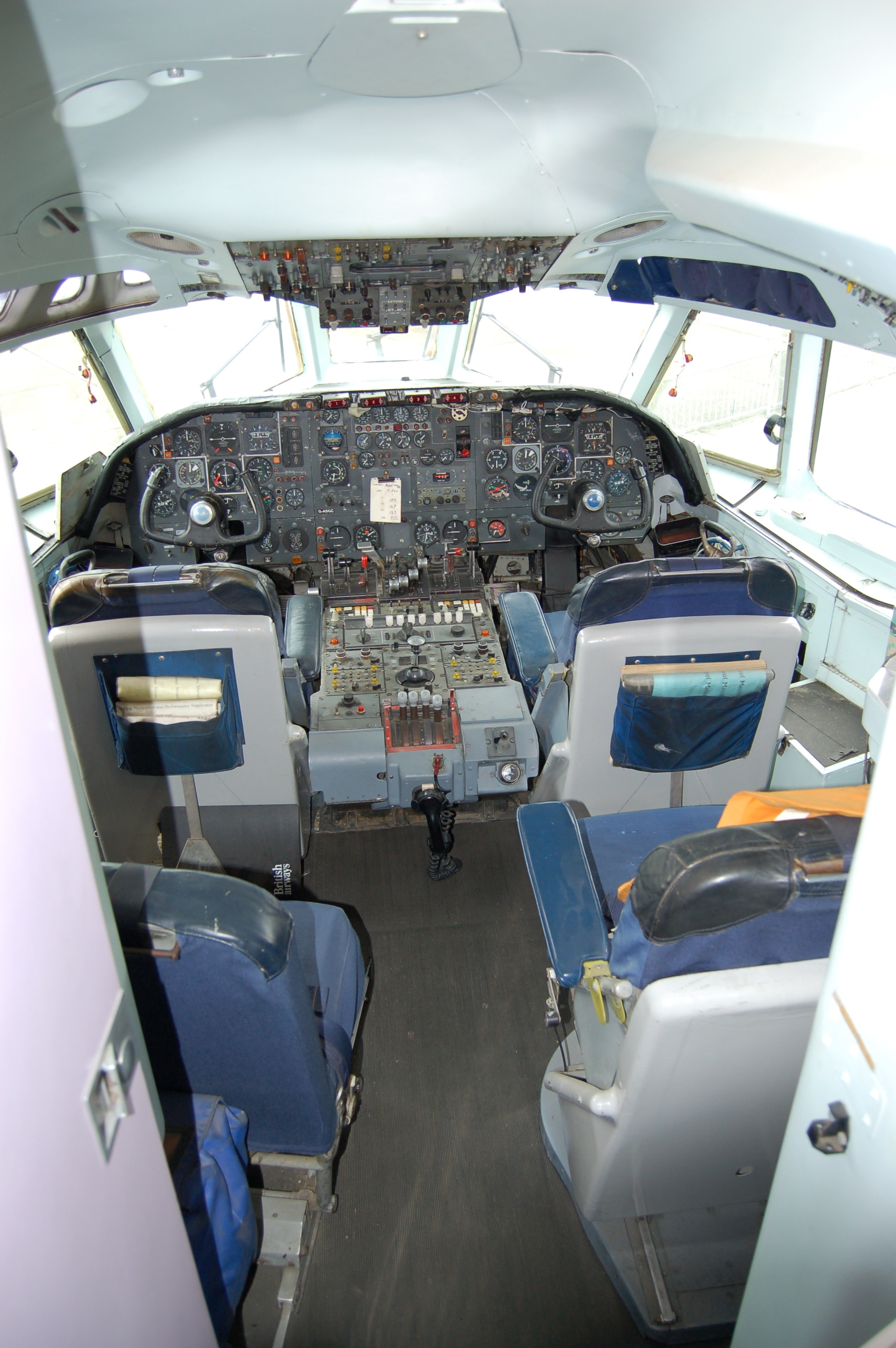
Cockpit
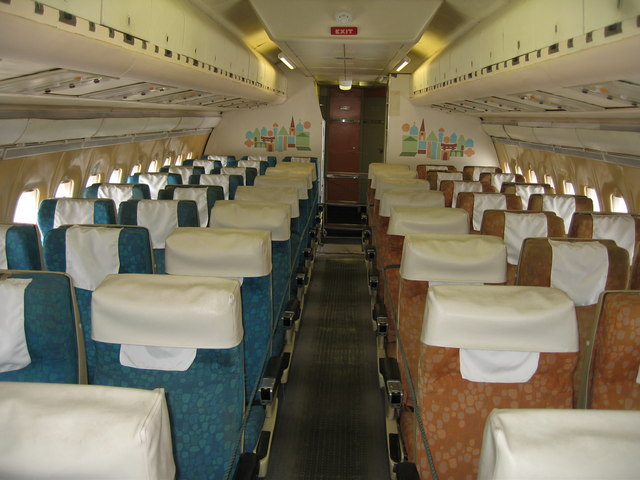
Interieur
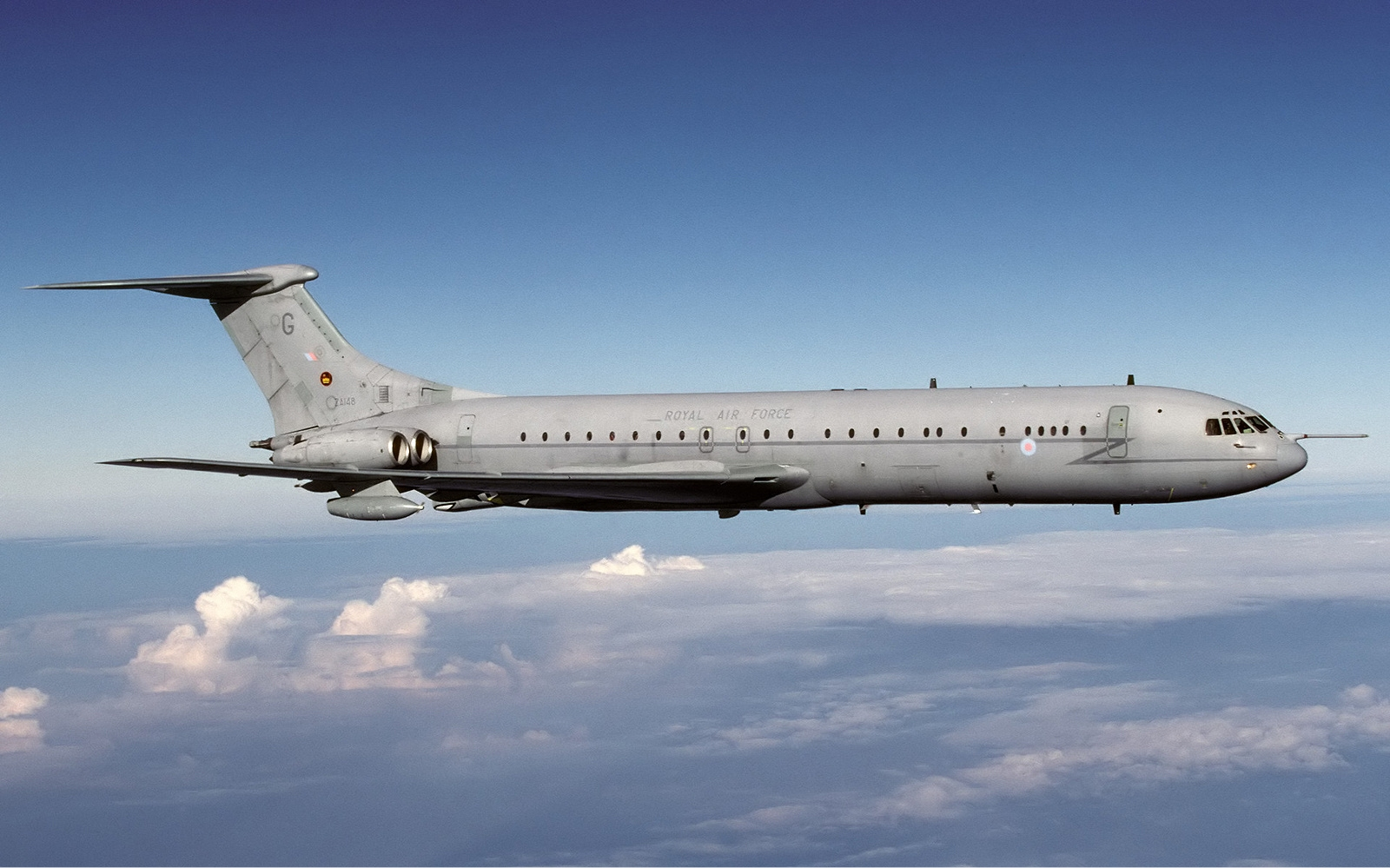
RAF VC-10 als brandstoftanker
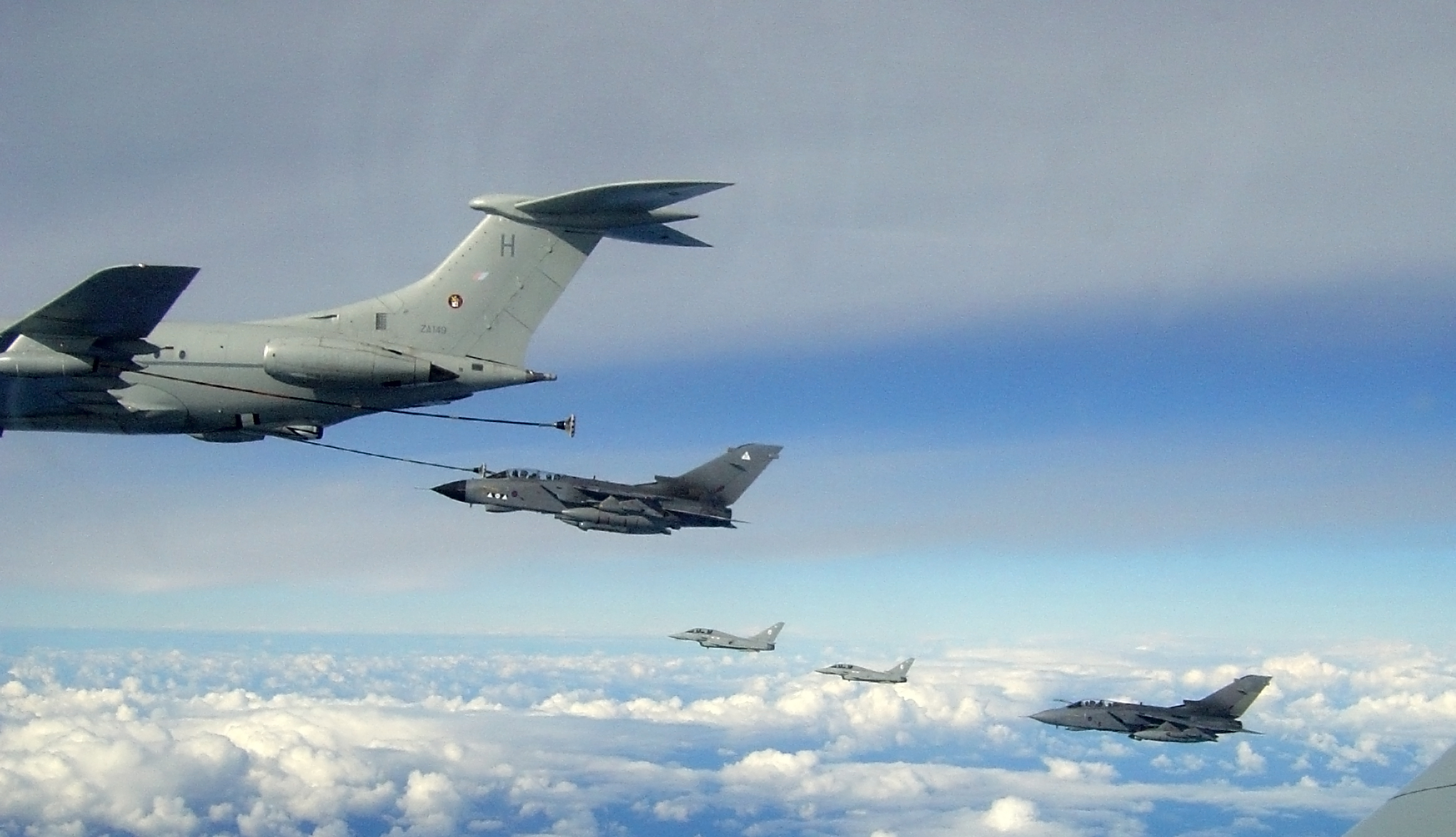
VC-10 tankvliegtuig in actie
- Polygoonjournaal over de kaping op Schiphol op 3 maart 1974